# 인왕산
인왕산(仁王山 또는 仁旺山)은 서울특별시 종로구와 서대문구에 걸쳐 있는 한국의 화강암 산이며 전체 면적은 1,086,696.50m2이다. 중생대 쥐라기 대보 화강암 서울 화강암으로 구성된 산으로 조망도 좋고 기차바위·치마바위·매바위·범바위·이슬바위·모자바위·선바위·지렁이바위 등이 저마다 기이한 모습들을 보인다. 산수화로 겸재 정선의 《인왕제색도》(국보 제216호)가 유명하다. 동쪽에는 경복궁, 서쪽에는 무악재, 남쪽에는 서대문독립공원, 북쪽에는 석파정 서울미술관이 있다.

## 주변 시설
- 서울 사직단
- 종로도서관
- 서울시립어린이도서관
- 배화여자대학교
- 경복고등학교
- 배화여자고등학교
- 필운대
- 경복궁
- 황학정
- 종로보건소
- 안산
- 서대문형무소

## 문화재
- 인왕제색도 - 대한민국 국보 제216호 (리움미술관 소장)
- 인왕산 수성동 계곡 - 서울특별시 기념물 제31호
- 선바위 (서울) - 서울특별시 민속문화재 제4호

## 갤러리

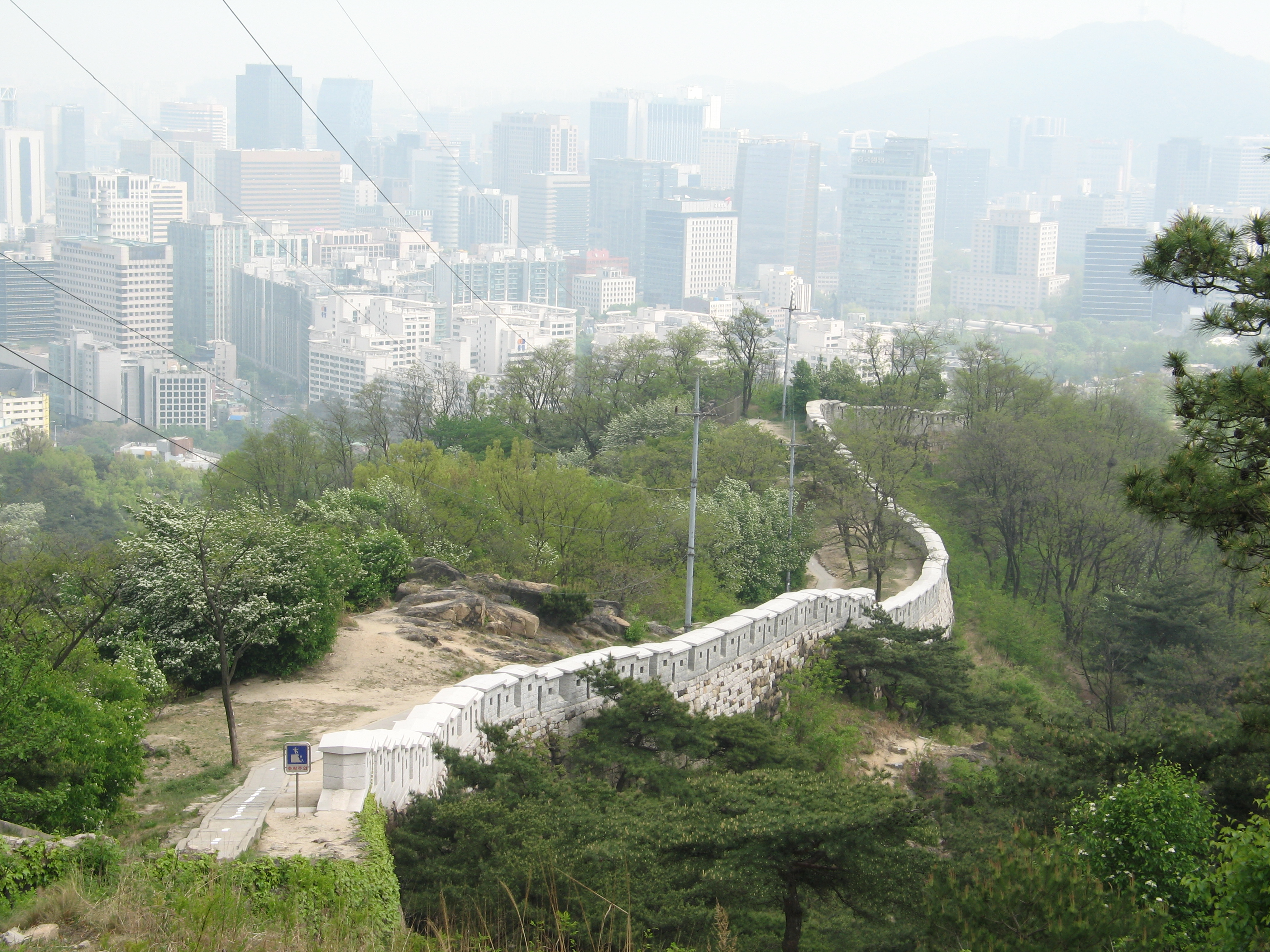
정상으로 올라가는 계단에서 보이는 풍경
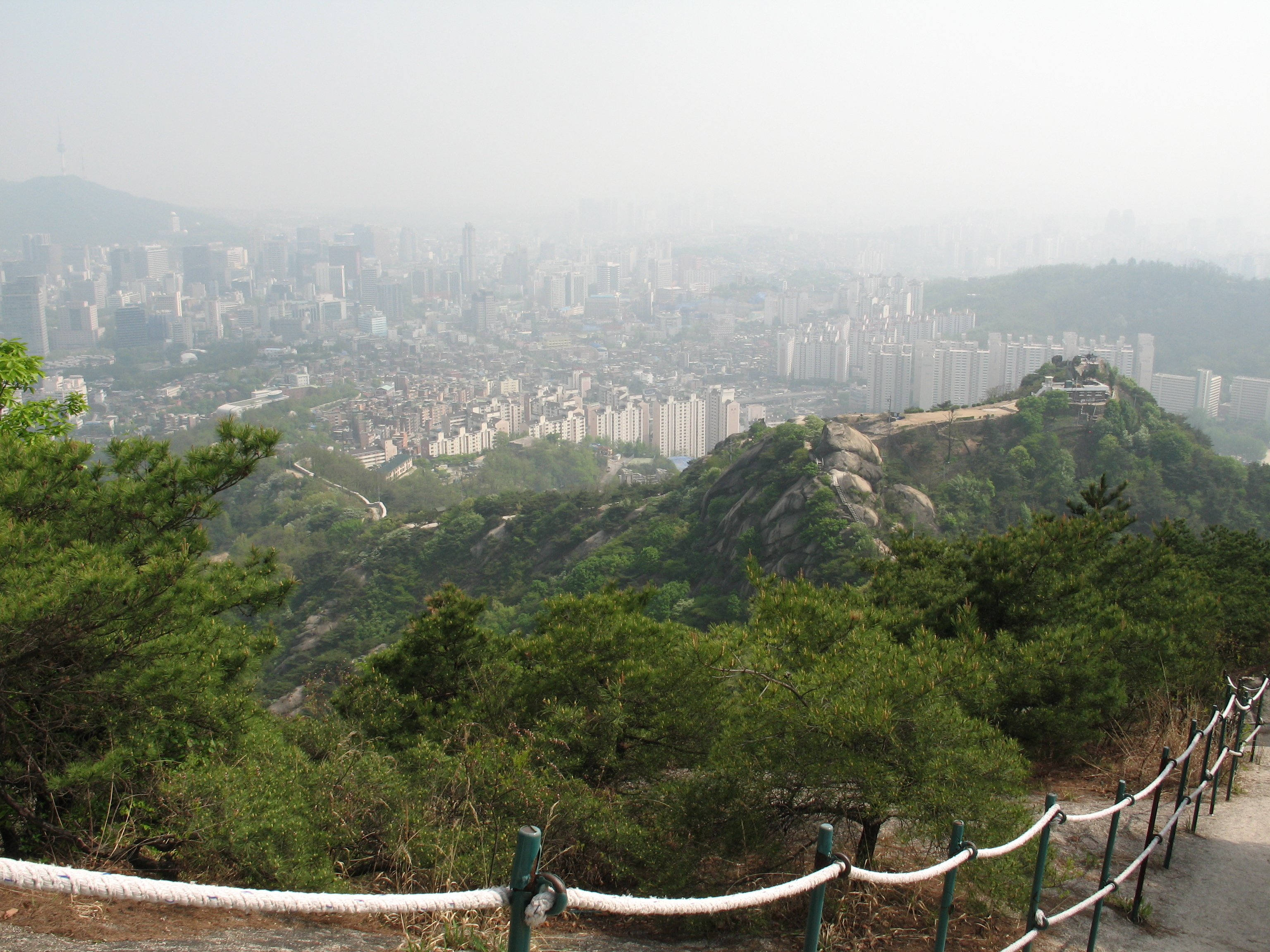
정상으로 올라가는 계단에서 보이는 풍경
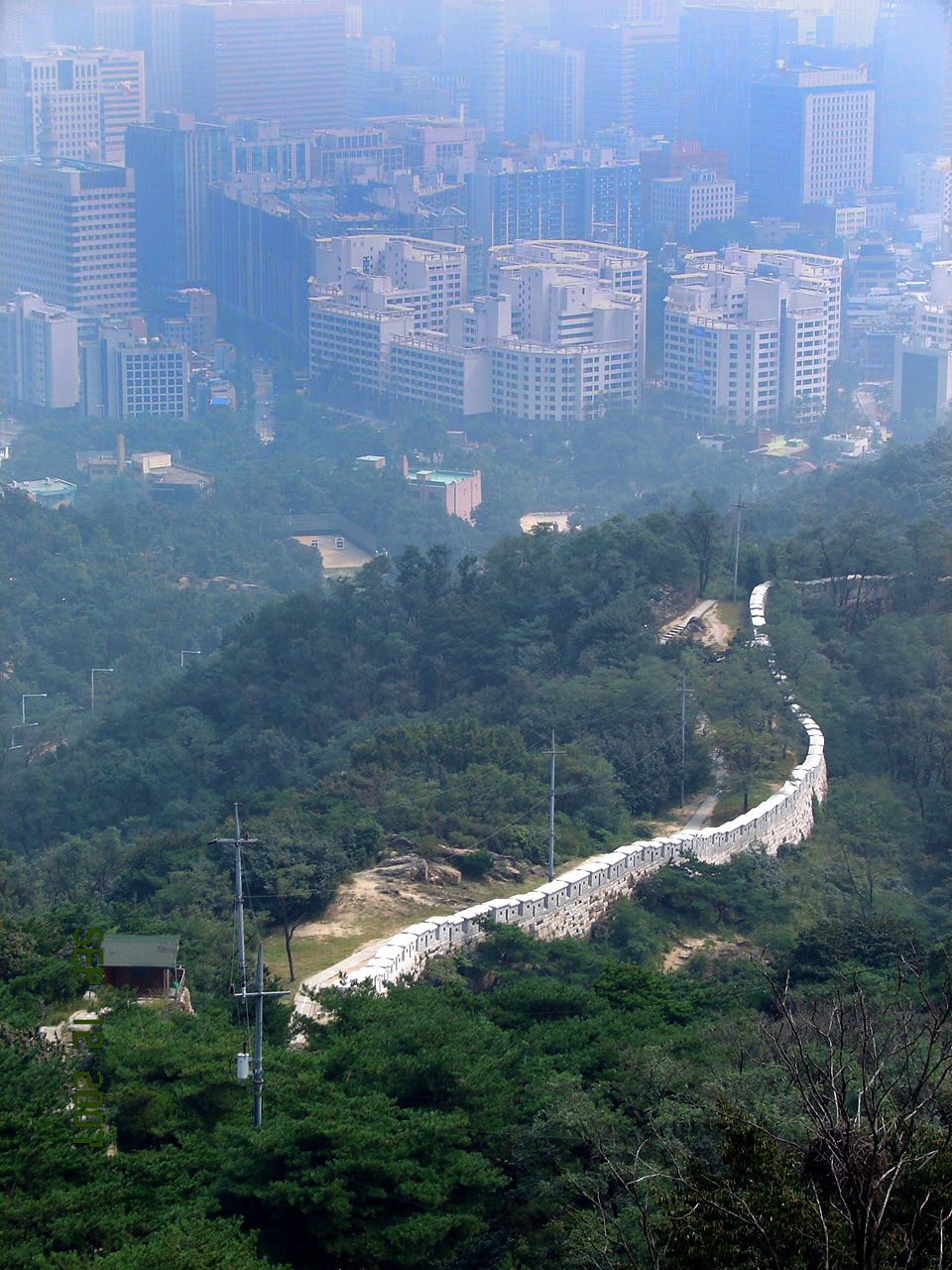
정상에서 보이는 풍경
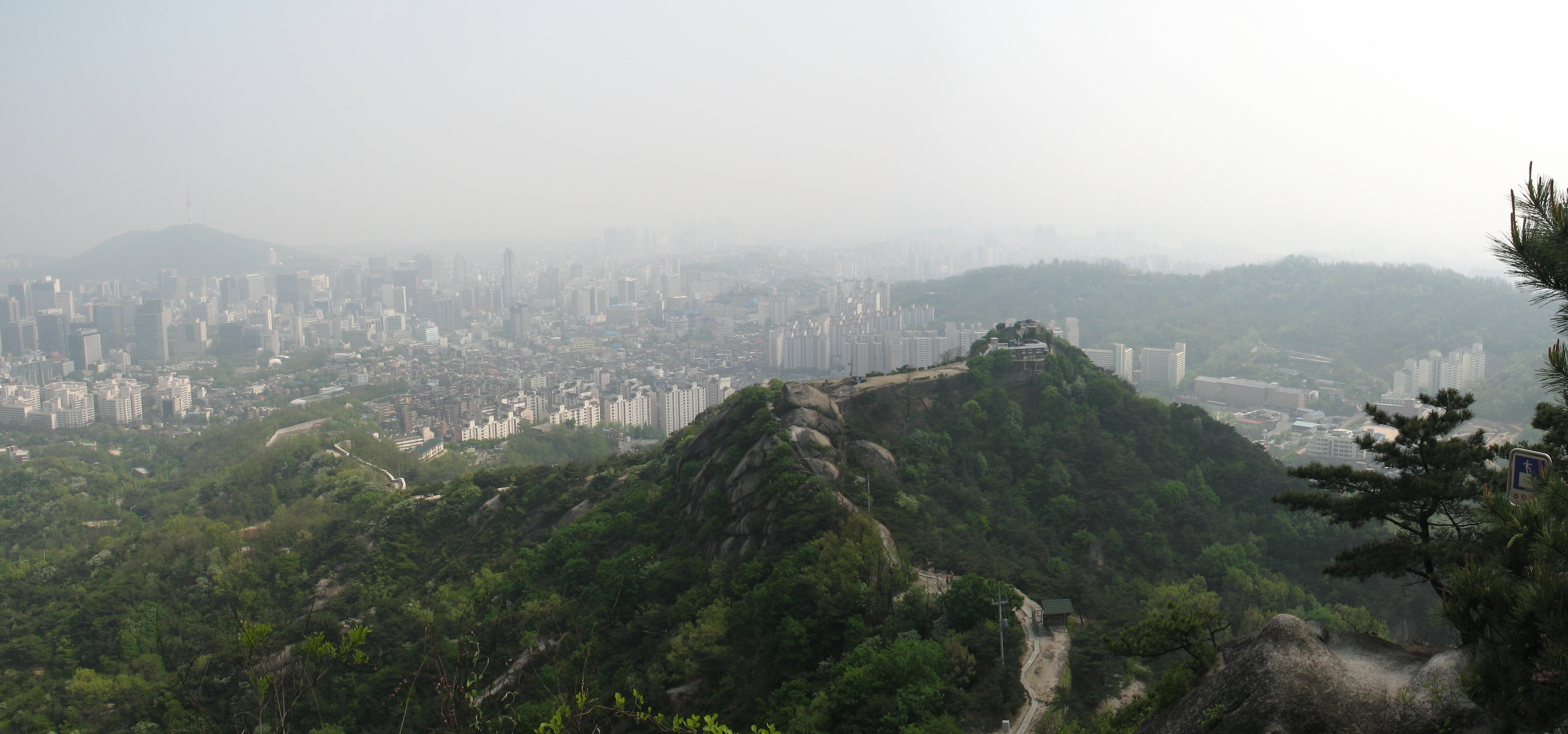
정상에서 보이는 풍경

## 동아청년단결
바위에 써놓은 글씨가 동아청년단결(東亞靑年團結)이라는 구호를 새겨졌다.

## 같이 보기
- 물괴
- 한국의 산
- 서울의 산 목록
- 북악산
- 한국의 화강암
- 서울특별시의 지질